# Smidstrup (gmina Vejle)
Smidstrup – miasto w Danii, w regionie Dania Południowa, w gminie Vejle.